# Luciano Canfora
Luciano Canfora (italská výslovnost: [luˈtʃaːno ˈkaɱfora]; * 5. června 1942, Bari, Itálie) je italský klasický filolog a historik. V roce 1964 vystudoval římskou historii na univerzitě v Pise. Od roku 1976 je profesorem klasické filologie na univerzitě v Bari. Jeho specializací jsou starověké knihovny a jeho kniha La biblioteca scomparsa o Alexandrijské knihovně byla přeložena do asi 15 jazyků. Dále například napsal knihu o historii demokracie pod názvem La Democrazia: Storia di un'Ideologia (Bari, 2004). Od roku 1975 rediguje časopis Quaderni di storia. Ve volbách do Evropského parlamentu v roce 1999 kandidoval za Stranu italských komunistů.

## Dílo
- Inventario dei manoscritti greci di Demostene, Padoue, Antenore, 1968
- Per la cronologia di Demostene, Bari, Adriatica, 1968
- Per la storia del testo di Demostene, Bari, Arti grafiche Laterza & Polo, 1968
- Tucidide continuato, Padoue, Antenore, 1970
- Totalità e selezione nella storiografia classica, Bari, Éditions Laterza, 1972
- Conservazione e perdita dei classici, Padoue, Antenore, 1974
- Storici della rivoluzione romana, Bari, Dedalo, 1974
- Teorie e tecniche della storiografia classica. Luciano, Plutarco, Dionigi, Anonimo su Tucidide, Bari, Laterza, 1974
- La Germania di Tacito da Engels al nazismo, Naples, Liguori, 1979
- Intellettuali in Germania. Tra reazione e rivoluzione, Bari, De Donato, 1979
- Ideologie del classicismo, Turin, Einaudi, 1980
- Studi sull'Athenaion politeia pseudosenofontea, Turin, Accademia delle Scienze, 1980
- Analogia e storia. Uso politico dei paradigmi storici, Milan, Il Saggiatore, 1982
- Storie di oligarchi, Palerme, Sellerio, 1983
- Il comunista senza partito, Palerme, Sellerio, 1984
- La sentenza. Concetto Marchesi e Giovanni Gentile, Palerme, Sellerio, 1985
- La biblioteca scomparsa, Sellerio, 1986
- Storia della letteratura greca, Rome-Bari, Laterza, 1986
- Antologia della letteratura greca, Rome-Bari, Laterza, 1987
- Ellenismo, Rome-Bari, Laterza, 1987
- Tucidide. L'oligarca imperfetto, Rome, Editori Riuniti, 1988
- Una società premoderna. Lavoro, morale, scrittura in Grecia, Bari, Dedalo, 1989
- Togliatti e i dilemmi della politica, Rome-Bari, Laterza, 1989
- Le vie del classicismo, Rome-Bari, Laterza, 1989
- La crisi dell'Est e il PCI, Bari, Dedalo, 1990
- Marx vive a Calcutta, Bari, Dedalo, 1992
- Tucidide e l'impero. Presa di Melo, Rome-Bari, Laterza, 1992; 2000
- Luciano Canfora a Renata Roncalli, Autori e testi della letteratura latina, Rome-Bari, Laterza, 1993
- Demagogia, Palerme, Sellerio, 1993
- Studi di storia della storiografia romana, Bari, Edipuglia, 1993
- Vita di Lucrezio, Palerme, Sellerio, 1993
- Luciano Canfora a Renata Roncalli, I classici nella storia della letteratura latina. Per il liceo classico, Bari, Laterza, 1994
- Luciano Canfora a Renata Roncalli, Scrittori e testi di Roma antica. Antologia latina per gli istituti magistrali, Bari, Laterza, 1994
- Libro e libertà, Rome-Bari, Laterza, 1994
- Manifesto della libertà, Palerme, Sellerio, 1994
- Pensare la rivoluzione russa, Milan, Teti, 1995
- Il viaggio di Aristea, Roma-Bari, Laterza, 1996
- Teorie e tecnica della storiografia classica. Luciano, Plutarco, Dionigi, Anonimo su Tucidide, Rome-Bari, Laterza, 1996
- (dir.), Idee di Europa : attualità e fragilità di un progetto antico, Bari, Dedalo, 1997
- La biblioteca del patriarca. Fozio censurato nella Francia di Mazzarino, Rome, Salerno editrice, 1998
- La lista di Andocide, Palerme, Sellerio, 1998
- Un ribelle in cerca di libertà. Profilo di Palmiro Togliatti, Palerme, Sellerio, 1998
- Togliatti e i critici tardi, Teti, 1998
- Giulio Cesare. Il dittatore democratico, Rome-Bari, Laterza, 1999
- Il mistero Tucidide, Milan, Adelphi, 1999
- La storiografia greca, Milan, Mondadori, 1999
- Un mestiere pericoloso. La vita quotidiana dei filosofi greci, Palerme, Sellerio, 2000
- Prima lezione di storia greca, Rome-Bari, Laterza, 2000
- Il Fozio ritrovato. Juan de Mariana e André Schott, Bari, Dedalo, 2001
- Convertire Casaubon, Milan, Adelphi, 2002
- Il copista come autore, Palerme, Sellerio, 2002
- Critica della retorica democratica, Rome-Bari, Laterza, 2002
- Noi e gli antichi. Perché lo studio dei greci e dei romani giova all'intelligenza dei moderni, Milan, Rizzoli, 2002
- Storici e storia, Turin, Nino Aragno, 2003
- Vita di Chardon de La Rochette commissario alle biblioteche, Messine, Università degli studi di Messina, 2003
- La democrazia. Storia di un'ideologia, Rome-Bari, Laterza, 2004
- Il papiro di Dongo, Milan, Adelphi, 2005
- Tucidide tra Atene e Roma, Rome, Salerno editrice, 2005
- 1914, Palerme, Sellerio, 2006
- L'occhio di Zeus. Disavventure della "Democrazia", Rome-Bari, Laterza, 2006
- Concetto Marchesi, Cosenza, Pellegrini, 2007
- Esportare la libertà. Il mito che ha fallito, c, 2007
- La prima marcia su Roma, Rome-Bari, Laterza, 2007
- Su Gramsci, Rome, Datanews, 2007
- (společně s Lucianem Bossinou), Ma come fa a essere un papiro di Artemidoro?, Bari, Edizioni di Pagina, 2008
- 1956. L'anno spartiacque, Palerme, Sellerio, 2008
- Filologia e libertà. La più eversiva delle discipline, l'indipendenza di pensiero e il diritto alla verità, Milan, Mondadori, 2008
- Il papiro di Artemidoro, Rome-Bari, Laterza, 2008
- La storia falsa, Milan, Rizzoli, 2008
- La natura del potere, Rome-Bari, Laterza, 2009
- Il viaggio di Artemidoro. Vita e avventure di un grande esploratore dell'antichità, Milan, Rizzoli, 2010
- L'uso politico dei paradigmi storici, Rome-Bari, Laterza, 2010